# Ximena Morla Lynch
Ximena Morla Lynch, conocida también como Ximena Morla de Subercaseaux (París, 1891-Santiago, 1987), fue una escritora feminista y pintora chilena.

## Biografía
Hija de Luisa Lynch y del político conservador Carlos Morla Vicuña, tuvo cinco hermanos, entre ellos Carlos, diplomático, y Carmen, escritora. Entre sus nietos se encuentran la novelista Elizabeth Subercaseaux, el pintor Juan Subercaseaux, el publicista Martín Subercaseaux. Su familia se ha encargado de plasmar parte de la fascinante historia que vivió a lo largo de su vida: su hija, Pilar Subercaseaux, escribió el libro "Las Morla. Huellas sobre la Arena" (Editorial Aguilar), y su nieta María del Pilar Rodríguez Subercaseaux, en conjunto al investigador Wenceslao Díaz, publicaron parte del rico compilado de libretas, cuadernos y dibujos que hicieran Ximena y su hermana Carmen en su infancia, en la obra "Las Morla. Diarios y dibujos de Carmen y Ximena Morla Lynch" (Ediciones UC).
Parte de su producción literaria se encuentra inédita o dispersa en diarios y revistas, como ocurre con las de su madre y su citada hermana, y las de otras feministas chilenas de la época, entre las que se puede mencionar a Luisa Fernández de García Huidobro o Sara Hübner de Fresno. Se considera que su obra se enmarca en la vanguardia de principios del siglo XX, que trató de masificar el pensamiento feminista y luchar por los derechos de las mujeres, sin agenda y de manera sutil y espontánea.
Algunos autores clasifican su trabajo dentro del denominado feminismo aristocrático, entre cuyas representantes se encuentran Elvira Santa Cruz Ossa, Blanca Santa Cruz Ossa, Inés Echeverría Bello, María Mercedes Vial, Teresa Wilms Montt, María Luisa Fernández de García Huidobro y Mariana Cox Méndez.
Fueron conocidas las sesiones de espiritismo que realizaba a principios del siglo XX junto a su hermana Carmen, que ha inspirado obras de teatro y novelas. En el llamado Grupo 7 —el círculo esotérico de las Morla—, al que pertenecía asimismo la pintora María Tupper (1893-1965), ella era la principal médium, aunque su hermana Carmen también fungía como tal. Su nombre astral era Vera, el de su hermana Nakinko, el de su madre, Asiul, y el de Tupper, Cirineo.
De formación autodidacta, su interés por el arte se vio potenciado por sus viajes a Europa. Dentro del círculo intelectual al que tuvo acceso Ximena Morla, se menciona a Pablo Picasso, Fernand Léger, Juan Gris y Anna Pávlova -quien fue madrina de su confirmación- y, Auguste Renoir,   
Como pintora, realizó retratos en óleo sobre tela; fue asimismo "ilustradora y creadora de imaginativas composiciones de estilo ingenuo".

## Premios y distinciones
- 1915: Mención Honrosa en Dibujo en la Exposición Anual de Bellas Artes, Santiago, Chile.

### Exposiciones individuales
- 1977: Municipalidad de Zapallar, Zapallar, Chile.

### Exposiciones colectivas
- 1915: Exposición Anual de Bellas Artes, Salón Oficial, Santiago, Chile.
- 1927: Exposición de Bellas Artes, Salón Oficial, Santiago, Chile.
- 1936: Exposición Nacional de Artes Plásticas de Valparaíso, Chile.
- 1963: Salón Oficial de Artes Plásticas, Santiago, Chile.
- 1975: La Mujer en el Arte de Nena Ossa. Museo Nacional de Bellas artes, Santiago, Chile.